# Yoshiaki Koizumi
Yoshiaki Koizumi (小泉 歓晃 Koizumi Yoshiaki, nascut el dia 29 d'abril, 1968) és un dissenyador de videojocs, director i productor japonès.
Treballa per a Nintendo, és el subdirector general de Planificació i Desenvolupament de la companyia. És conegut pel seu treball dins de la sèrie Mario i The Legend of Zelda.

## Biografia

### Primers Anys de Vida
Koizumi va néixer a Mishima, Shizuoka el 29 d'abril de 1968. Va jugar el seu primer videojoc, Super Mario Bros.: The Lost Levels, als 21 anys, quan va jugar a la consola Family Computer d'un amic seu. És llicenciat del "Departament de Planificació de Conceptes Visuals" de la Universitat d'Arts d'Osaka, Koizumi estudià pel·lícules, drama, animació i, un grau menor de guió il·lustrat. Ell, originalment, havia pensat convertir-se en director de cinema, però aplicat a Nintendo, per perseguir el seu objectiu de crear un tipus de drama només experimentat en videojocs. La proximitat de la companyia amb la seva universitat, va tenir un paper en la seva elecció professional.

### Nintendo
Després que Koizumi començara a treballar en Nintendo a l'abril del 1991, va ser assignat a treballar al manual per al joc d'acció-aventura de The Legend of Zelda: A Link to the Past, pel qual va fer l'art, el disseny i l'escriptura. Al procés, va concebre la història del joc i els dissenys de les tres deesses i el signe associat amb elles. Per a la seqüela, The Legend of Zelda: Link's Awakening, es va tornar a encarregar de dissenyar el manual. Tanmateix, com que el joc acabava de començar, Koizumi va acabar creant tota la seva història i van aparèixer idees de trama com la de l'illa en un somni. També va treballar en el disseny d'esdeveniments per a les interaccions amb els habitants del poble, va escriure les línies del mussol i del Peix del Vent i va dissenyar els patrons que havien de seguir els caps finals de cada calabós. Més tard Koizumi va experimentar amb un remake poligonal de desplaçament lateral de Zelda II: The Adventure of Link. Desenvolupat per al Super Nintendo Entertainment System, el prototip es va basar en les pel·lícules d'acció japoneses chanabra. Amb Super Mario 64, Koizumi es va convertir en ajudant de direcció i va animar els models 3D, entre d'altres, treballant en moviments de natació de Mario en cooperació amb el director Shigeru Miyamoto.
Mentre desenvolupava Super Mario 64, els empleats de Nintendo van dissenyar conceptes aproximats d'un joc tridimensional de The Legend of Zelda amb un enfocament més gran de trencaclosques i elements d'acció menys pronunciats. Koizumi va escriure diverses notes sobre les batalles d'espases i combatre amb diversos oponents. Quan es va unir a Toru Osawa i Jin Ikeda, va ser el tercer membre del personal a treballar en el joc que es convertiria en The Legend of Zelda: Ocarina of Time. Koizumi va consultar les seves notes anteriors i va intentar injectar les últimes idees de Super Mario 64 en aquest nou llançament de Zelda. A la recerca d'inspiració en l'acció de Chanbara, Osawa va suggerir una visita al parc temàtic Toei Kyoto, un parc temàtic d'estudi de cinema. Allà, Osawa, Koizumi i Ikeda van entrar en una caseta on diversos ninjas i un samurái principal van ser escenificant un espectacle. Koizumi va observar com només un dels ninjas atacaria els samuráis principals a la vegada mentre que els altres es mantenien en un patró d'espera, la qual cosa va resultar ser la solució per dissenyar batalles amb múltiples oponents. Osawa va notar que un ninja que utilitzava una arma de kusarigama es mouria al voltant dels samuráis principals en cercles i que mai perdria el control del seu oponent. Ambdues observacions es van convertir en la base del sistema d'orientació Z utilitzat en Ocarina of Time. Koizumi va reemplaçar el triangle simple que l'equip havia implementat per marcar el focus del jugador amb una fada que canviaria els colors en funció de la naturalesa amistosa o hostil del blanc Z. A més, va estar a càrrec del personatge principal, Link i va dissenyar altres personatges com a la euga Epona. També va treballar en els entorns 3D, el sistema de càmera, els elements i alguns dels esdeveniments, com ara les escenes on el jugador escolta les converses d'altres personatges.
Després d'Ocarina of Time, Koizumi estava dissenyant un joc de taula de tipus "policies i lladres", al qual, el jugador capturava a un criminal al llarg d'una setmana al joc, o aproximadament una hora en temps real. No obstant això, va ser retirat del projecte i va demanar ajudar a desenvolupar la seqüela d'Ocarina of Time, The Legend of Zelda: Majora's Mask. Koizumi va portar la seva idea de "policies i lladres" amb el límit de temps i la va expandre a un món amenaçat per una lluna caient després d'haver somiat sobre aquest escenari. El concepte va ser corroborat pel desig de Miyamoto de disposar d'un joc de Zelda "compacte", al qual es podia reproduir una vegada i una altra, i les idees es van convertir eventualment en un sistema amb un circuit de tres dies. Koizumi va ser novament a càrrec dels personatges del joc. També va escriure molts dels esdeveniments programats que van incloure els habitants de la Ciutat del Rellotge, per als quals va intentar representar la vida dels personatges de la manera més realista possible. Molts de les situacions greus de Majora's Mask provenen de Koizumi, les quals el seu company de feina Eiji Aonuma va contrarestar introduint parts més alegres a les àrees a les quals s'encarregava.
Al 2003, Koizumi es va anar al "Departament de Desenvolupament de Programari de Nintendo a Tòquio", on va dirigir el joc de plataformes en 2D Donkey Kong: Jungle Beat. La naturalesa de desplaçament lateral del joc va sorgir de l'intent de Koizumi de superar problemes amb controls complexos de càmera en títols 3D. Aquests esforços van continuar en el seu pròxim títol, Super Mario Galaxy. Els nivells esfèrics del joc eliminaven la possibilitat de perdre el jugador o la necessitat d'ajustar la càmera quan arribava al final d'una superfície plana. Koizumi va dirigir Super Mario Galaxy i va estar molt involucrat en la creació de la seva història, decidint sobre la inclusió del llibre de conte de fades opcional que explica la història d'uns dels personatges del joc ,Rosalina. Després d'això, va ser ascendit a productor i va ser gerent del grup de desenvolupament de programari de Tòquio número 2 dins de la Divisió d'Anàlisi i Desenvolupament de l'empresa. Al setembre de 2015, es va convertir en Director General Adjunt de la Divisió de Planificació i Desenvolupament d'Entreteniment recentment formada. Koizumi també va ser Productor General de la consola de videojocs 2017 de Nintendo, Nintendo Switch.

## Disseny dels Jocs
Koizumi és un protegit de Shigeru Miyamoto i sovint dibuixa les seves idees d'influències del món real com el senderisme. En crear mons de ficció, intenta sorprendre als jugadors amb entorns visualment impressionants i mecanismes de joc difícils tot i assegurar "la facilitat d'ús", que és una navegació i control sense esforç. Va dir que la major part del seu temps en un videojoc es gasta treballant en els personatges i les seves habilitats per aconseguir un equilibri entre la "diversió i la complexitat" en el control. Koizumi va esmentar temps i ritme en alguns dels elements més importants d'un joc de Mario, mentre que va anticipar els reptes pendents com un factor crucial en un títol de Zelda. A diferència de Miyamoto, Koizumi sovint intenta introduir elements de la història als videojocs en què treballa.Entrena el seu personal insinuant la direcció que hauria de prendre un jugador en lloc de donar-los la solució a un problema.

## Treballs
| Joc/Consola                                | Data | Consola                             | Crèdit(s)                                                                                    |
| ------------------------------------------ | ---- | ----------------------------------- | -------------------------------------------------------------------------------------------- |
| The Legend of Zelda: A Link to the Past    | 1991 | Super Nintendo Entertainment System | Manual d'Instruccions                                                                        |
| Super Mario Kart                           | 1992 | Super Nintendo Entertainment System | Il·lustrador                                                                                 |
| The Legend of Zelda: Link's Awakening      | 1993 | Game Boy                            | Escriptor de guions, història, disseny d'esdeveniments, disseny de caps de calabós, manual   |
| Super Mario World 2: Yoshi's Island        | 1995 | Super Nintendo Entertainment System | Dissenyador CG                                                                               |
| Super Mario 64                             | 1996 | Nintendo 64                         | Subdirector, animador 3D                                                                     |
| The Legend of Zelda: Ocarina of Time       | 1998 | Nintendo 64                         | Director de sistemes 3D, disseny de joc, disseny de personatges, disseny d'esdeveniments     |
| The Legend of Zelda: Link's Awakening DX   | 1998 | Game Boy Color                      | Personal de 1993: escriptor de guions                                                        |
| Super Smash Bros.                          | 1999 | Nintendo 64                         | Personal de joc original: Mario, Luigi, Link, model d'origen de Yoshi                        |
| The Legend of Zelda: Majora's Mask         | 2000 | Nintendo 64                         | Director del sistema de joc, disseny de joc, disseny de personatges, disseny d'esdeveniments |
| Super Mario Sunshine                       | 2002 | Nintendo Gamecube                   | Director                                                                                     |
| The Legend of Zelda: The Wind Waker        | 2002 | Nintendo Gamecube                   | Director Assistent                                                                           |
| Donkey Kong: Jungle Beat                   | 2004 | Nintendo Gamecube                   | Director                                                                                     |
| Super Mario Galaxy                         | 2007 | Wii                                 | Director, disseny de joc, història                                                           |
| Super Smash Bros. Brawl                    | 2008 | Wii                                 | Agraïment especial                                                                           |
| New Play Control! Donkey Kong: Jungle Beat | 2008 | Wii                                 | Productor                                                                                    |
| Flipnote Studio                            | 2008 | Nintendo DSi                        | Productor                                                                                    |
| Super Mario Galaxy 2                       | 2010 | Wii                                 | Productor                                                                                    |
| Donkey Kong Country Returns                | 2010 | Wii                                 | Agraïment especial                                                                           |
| Super Mario 3D Land                        | 2011 | Nintendo 3DS                        | Productor                                                                                    |
| The Legend of Zelda: Skyward Sword         | 2011 | Wii                                 | Agraïment especial                                                                           |
| Super Mario 3D World                       | 2013 | Wii U                               | Productor                                                                                    |
| Flipnote Studio 3D                         | 2013 | Nintendo 3DS                        | Productor                                                                                    |
| Captain Toad: Treasure Tracker             | 2014 | Wii U                               | Agraïment especial                                                                           |
| The Legend of Zelda: Majora's Mask 3D      | 2015 | Nintendo 3DS                        | Supervisor                                                                                   |
| Nintendo Switch                            | 2017 | N/A                                 | Productor general                                                                            |
| Super Mario Odyssey                        | 2017 | Nintendo Switch                     | Productor                                                                                    |